# Codex Amiatinus

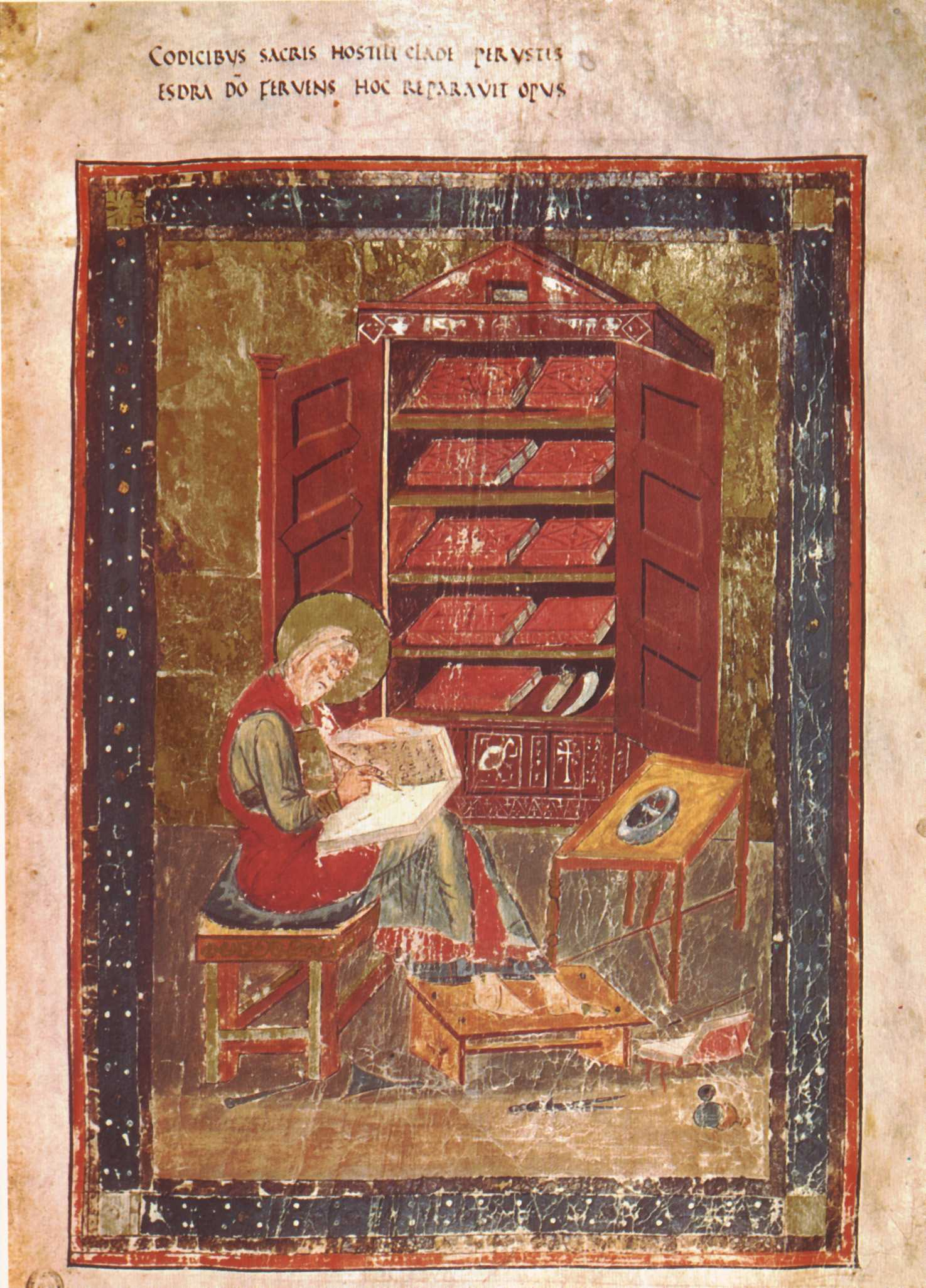
Ritratto di Ezra dal folio 5r del Codex Amiatinus

Il Codex Amiatinus o Bibbia Amiatina è la più antica copia manoscritta conservata integralmente della Bibbia nella sua versione latina redatta da san Girolamo, di cui si ritiene sia anche la copia più fedele.

## Storia
Realizzata originalmente in tre copie a partire dal 692 per volontà di Ceolfrid, abate di Wearmouth nel Regno di Northumbria, richiese anni di lavoro. L'originale acquisito a Roma era verosimilmente un codice della Vulgata nella versione dell'antiqua translatio corretta personalmente da san Girolamo, forse il Codex Grandior prodotto nel VI secolo al monastero calabro di Vivarium per volontà dell'erudito abate Cassiodoro. Per rendere idea dell'impegno profuso nella realizzazione dell'opera, il monastero si assicurò i diritti su terre aggiuntive per poter allevare i 515 capi di bestiame necessari a ricavare la quantità di pergamena richiesta .
Le due copie rimaste in Inghilterra giungono a noi in forma frammentaria, mentre la copia tornata in Italia è intatta. Lo stesso abate Ceolfrid, oramai avanti con gli anni, si incamminò in direzione di Roma portando con sé il tomo con l'intenzione di farne dono a papa Gregorio II. Ceolfrid morì durante il viaggio nell'odierna Borgogna e la Bibbia scomparve, per riapparire circa un secolo dopo nell'abbazia di San Salvatore, dove rimase custodita per quasi mille anni ed acquisì il nome di Codex Amiatinus. Presso il museo dell'abbazia di San Salvatore è possibile ammirare una copia recente dell'opera.
Il codice amiatino fu utilizzato per la preparazione dell'edizione sisto-clementina della Vulgata. Infatti, sul verso del secondo foglio di guardia è attaccato un cartiglio che reca la seguente nota manoscritta: «La presente Bibia A dì 12 di luglio 1587 fu portata al illustrissimo Card. Antonio Carafa per l'opera dell'emendatione della Bibia latina vulgata per ordine di S. Santità Sixto v in Roma e fu restituita a dì 19 di gennaro 1592 alli Reverendi Padri D. Marcello Vanni et D. Stefano Bizzotti Monaci di Monastero di S. Salvatore in Montamiata. Io Arturo de' conti d'Elci».
Soppressa l'abbazia di San Salvatore per volontà del granduca Leopoldo II d'Asburgo-Lorena, nel 1786 il Codex Amiatinus fu trasferito presso la Biblioteca Medicea Laurenziana (Cat. Sala Studio 6) in Firenze. È conservato tutt'oggi presso la Biblioteca Laurenziana, di cui costituisce uno dei più importanti tesori.

## Stato attuale
Libro di rilevanti dimensioni, è composto da 1040 fogli di fine pergamena tutt'oggi ben conservata; misura 49 cm di altezza per 34 di larghezza e 18 di spessore, pesa 34 kg. Scritto con carattere onciale largo e ben disegnato, due colonne per pagina, 43 o 44 linee per colonna, è tra le altre cose un bell'esempio di calligrafia medievale.
Un'antica copia del Codex Amiatinus è tutt'oggi la Bibbia personale del Papa.

## Edizione
Un'edizione in facsimile della cosiddetta Bibbia Amiatina è stata realizzata da La Meta Editore nel 2008.